# Kaonghin
Kaonghin est une localité située dans le département de Boussé de la province du Kourwéogo dans la région Plateau-Central au Burkina Faso.

## Géographie
Kaonghin est situé à environ 15 km l'est de Boussé et à 4 km à l'est de Sao sur la route reliant Boussé à Dabaré.

## Santé et éducation
Kaonghin accueille un dispensaire isolé tandis que le centre de santé et de promotion sociale (CSPS) le plus proche est celui de Sao et que le centre médical avec antenne chirurgicale (CMA) de la province se trouve à Boussé.
Le village possède deux écoles primaires publiques, l'une au bourg, l'autre à Yaoga.